# Anolis grahami
Espèce
Synonymes
- Norops grahami (Gray, 1845)
- Norops grahami grahami (Gray, 1845)
- Anolis punctatus Gray, 1840 nec Daudin, 1802
- Anolis iodurus Gosse, 1850
- Anolis punctatissimus Hallowell, 1856
- Anolis heterolepis Hallowell, 1856
- Anolis guentheri Bocourt, 1873
- Norops grahami aquarum (Underwood & Williams, 1959)

Statut de conservation UICN

 LC  : Préoccupation mineure
Anolis grahami est une espèce de sauriens de la famille des Dactyloidae.

## Répartition
Cette espèce est originellement endémique de la Jamaïque. Elle a été introduite aux Bermudes.

## Description

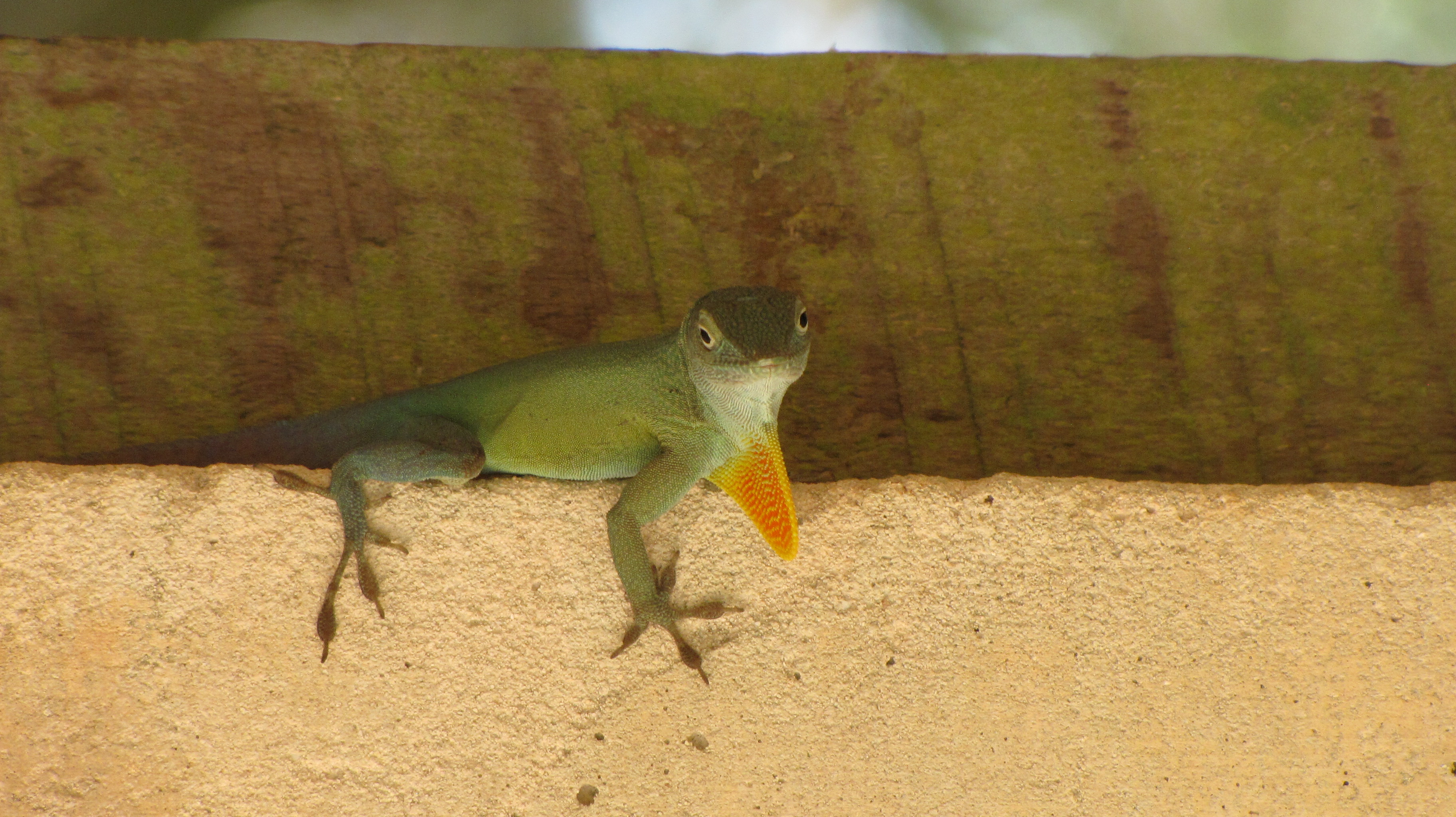
Anolis grahami du jardin botanique des Bermudes

Les mâles mesurent jusqu'à 75 mm et les femelles jusqu'à 64 mm.

## Liste des sous-espèces
Selon The Reptile Database (24 mars 2015) :
- Anolis grahami aquarum Underwood & Williams, 1959
- Anolis grahami grahami Gray, 1845

## Étymologie
Cette espèce est nommée en l'honneur de James Duncan Graham.

## Publications originales
- Gray, 1845 : Catalogue of the specimens of lizards in the collection of the British Museum. p. 1-289 (texte intégral).
- Underwood & Williams, 1959 : The anoline lizards of Jamaica. Bulletin of the Institute of Jamaica, Science series, no 9, p. 1-48 (texte intégral).